# Грэм, Джон, 4-й баронет Ларберт
Джон Грэм, 4-й баронет Ларберт (англ. John Alexander Noble Graham; 15 июля 1926 — 11 декабря 2019) — британский дипломат. Баронет (1980).
Обучался в Итоне и Тринити-колледже Кембриджа.
В 1950—1986 годах на дипломатической службе.
В 1972—1974 годах заведующий канцелярией в посольстве Великобритании в Вашингтоне.
В 1974—1977 годах посол Великобритании в Ираке.
В 1977—1979 и 1980—1982 годах заместитель заместителя министра иностранных дел.
В 1979—1980 годах посол Великобритании в Иране.
В 1982—1986 годах постоянный представитель Великобритании в ранге посла при НАТО.
В 1987—1992 годах директора фонда Ditchley.
Входит в состав управляющих фонда Ditchley.
Рыцарь Великого Креста ордена Святого Михаила и Святого Георгия (1986, рыцарь-командор 1979, кавалер 1972).
С 1956 года был женат на Marygold Ellinor Gabrielle Austin. С 1992 года женат на Janet Mackenzie Hayes.